# Oussoubidiagna
Oussoubidiagna est une localité, chef-lieu de la commune rurale malienne, située dans le pays de la Kaarta, de Tomora, et du chef-lieu cercle de Oussoubidiagna dans la région de Kayes.

## Géographie
La localité de Oussoubidiagna est située au nord-est de la route nationale RN 22 à 173 km à l'est du chef-lieu régional Kayes et à 89 km au nord-est de Bafoulabé.

## Histoire
Lors de la réforme administrative de 2023, la localité est érigée en chef-lieu du 8e cercle de la région de Kayes.

## Infrastructures et services
Lors du recensement de 2009, la localité est desservie par les services suivants. :
- une école fondamentale, premier et second cycles.
- une formation de santé
- deux pharmacies
- un campement administratif
- 7 points d'eau
- 2 banques de céréales
- un marché
- une station service

## Santé
La localité est le siège d'un centre de santé de référence (CSRéf).